# Boeddha in de film
Over Gautama Boeddha, een spiritueel leider die de naamgever is van het boeddhisme, zijn in het verleden meerdere films gemaakt.

## Eerste films
Toen aan het einde van de 19de eeuw de eerste films over Jezus grote successen boekten, ontstond bij hen die Boeddha en het boeddhisme een warm hart toedroegen het verlangen om ook over Gautama Boeddha een film uit te brengen. Toch duurde het nog tot de jaren twintig van de 20e eeuw voordat de eerste speelfilm over Boeddha in première ging. Want waarschijnlijk was Buddhadev (Engelse titel: Lord Buddha) de eerste. Deze film, die in 1923 uitkwam, was een product van de bekende Indiase filmmaker Dada Saheb Phalke (1870-1944). De tweede film over Boeddha was The Light of Asia (Hindi titel: Prem Sanyas). Deze film gemaakt door de Duitse filmer Franz Osten (1875-1956) ging in première in 1925. De rol van Boeddha werd gespeeld door Himansu Rai (1892-1940). De titel suggereert dat het script was geïnspireerd door het boek The Light of Asia, een dichtwerk van de hand van de Britse dichter Sir Edwin Arnold (1832-1904) dat in 1891 werd uitgegeven door het Theosofisch Genootschap. Maar in werkelijkheid wijkt de inhoud van de film erg af van Arnolds boek. De film had meer succes in Europa dan in India. Het beeld van Boeddha dat in deze film werd getoond, is nogal romantisch. Hij eindigt immers met het moment dat Boeddha weer verenigd is met zijn vrouw, die dan als eerste intreedt in zijn nonnen- en monnikenorde, dit overigens in afwijking van de boeddhistische traditie. Daar zijn het vijf van zijn voormalige discipelen die als eerste intreden. Overigens waren zowel Buddhadev als The Light of Asia zogenaamde 'stomme' films.

## Latere films
Op 20 maart 1952 ging in Japan de derde film over Boeddha in première, Daibutsu Kaigen (De legende van de grote Boeddha). Regisseur was Teinosuke Kinugasa (1896-1982), die de film maakte voor filmmaatschappij Daiei Eiga. In 1953 kreeg deze film op het filmfestival van Cannes een eervolle vermelding.
De vierde film over Boeddha was Gotama the Buddha, een documentaire, in 1957 geproduceerd ter gelegenheid van de herdenking van Boeddha's geboortedag, 2500 jaar daarvoor. De film, die geregisseerd was door Rajbans Khanna en geproduceerd door Bimal Roy, werd gefinancierd door de regering van India. Op het filmfestival van Cannes van 1957 kreeg de film een eervolle vermelding vanwege zijn schoonheid en het hoge morele gehalte. Het gaat hier om een zwart-witfilm met prachtige opnamen van de natuur van India, van verschillende archeologische vindplaatsen, en van reliëfs en schilderijen. Daarbij gaat het zowel om de oude schilderingen in de grotten van Ajanta als om moderne schilderwerken. Een voice-over vertelt het verhaal van Boeddha’s leven.
De vijfde film over het leven van Boeddha werd in 1961 gemaakt in Japan door de Japanse filmmaker Kenji Misumi (1921-1975). De titel was Shaka maar in de Verenigde Staten ging deze film in 1963 rond onder de titel Buddha. De zesde film kwam uit in Zuid-Korea. De titel daarvan was Seokgamoni, wat de Koreaanse weergave is van Shakyamuni, de naam die in het mahayana-boeddhisme wordt gebruikt voor de historische Boeddha. Producer was Il-ho Jang. Voor zowel Shaka als Sheokgamoni geldt dat de context waarin het leven van Boeddha verteld wordt meer Japans respectievelijk Koreaans is dan Indiaas,
In 1993 werd een Brits-Amerikaanse filmdrama uitgebracht, genaamd The Little Buddha, waarin in een raamvertelling binnen de film het leven van Boeddha wordt getoond. De film werd geregisseerd door Bernardo Bertolucci met Keanu Reeves (Boeddha) in de hoofdrol, en met verder onder anderen nog Ruocheng Ying en Chris Isaak. Een lama vermoedt dat een Amerikaanse jongen de reïncarnatie is van zijn wijze leraar. Omdat de jongen niets weet van het boeddhisme geeft hij hem het boek over Prins Siddhartha, die later Boeddha (de verlichte) zou worden. Het blijkt dat hij niet de enige is die de reïncarnatie zou kunnen zijn.
In 1997 maakte ook de Indiase filmproducer G.A. Sheshagiri Rao een film over het leven van Boeddha. De titel is Buddha. De film is niet in de bioscoop geweest, maar bestaat uit vijf DVDs met ieder ongeveer 180 minuten film.
De Fransman Martin Meissonnier maakte in 2001 een documentairefilm getiteld La Vie de Bouddha (Life of Buddha). In de film worden beelden getoond van verschillende plaatsen waar Boeddha tijdens zijn leven een tijd lang verbleef, terwijl Nepalese verhalenvertellers het levensverhaal van Boeddha vertellen. In het laatste deel geeft de Vietnamese boeddhistische monnik Thich Nhat Hanh onderricht over de belangrijkste leringen van Boeddha.
In 2008 bracht de Indiër K. Raja Sekhar een nieuwe Boeddhafilm uit op dvd. De titel is Tathagata Buddha. De film is in Telugu, maar er bestaat ook een versie in Hindi. De film vertelt het hele verhaal van Boeddha's leven tot aan zijn dood, of beter misschien zijn parinirvana. De film duurt 127 minuten.

## Andere plannen
In 2004 kondigde de Indiase filmmaker Shekar Kapur aan dat hij een film zou gaan maken over Gautama Boeddha, de stichter van het boeddhisme, destijds geboren onder de naam Siddhartha Gautama. Kapur zou de film baseren op het boek Old Path, White Clouds van Thich Nhat Hanh, waarvan hij zich de rechten had verworven. Oorspronkelijk was het de bedoeling dat de film in 2006 in première zou gaan. Maar de voorbereidingen liepen ernstige vertragingen op, waardoor de film in 2006 gepland staat voor 2008.
Ook deze film zal gaan over het leven van Boeddha. Tijdens de verfilming zal de nadruk komen te liggen op Boeddha's boodschap van vrede en gelijkheid voor alle mensen. Men zegt dat dalai lama Tenzin Gyatso toestemming voor de film gegeven heeft. Het script is beoordeeld door Deepak Chopra en de schrijfster Melissa Mathison. Het project zal worden gefinancierd door B.K. Modi, president van de Maha Bodhi Society in India. De filmsterren Richard Gere en Sharon Stone hebben interesse getoond voor een kleine rol in deze film.
In de jaren 90 van de 20ste eeuw waren er ook al plannen om een film te maken over Boeddha. Toen was de bekende Indiase filmregisseur Mira Nair (geb. 1957) erbij betrokken. En ook op dat moment was er steun van B.K. Modi van de Maha Bodhi Society, die ook toen claimde dat dalai lama Tenzin Gyatso het project eveneens ondersteunde. Later werd gezegd dat het succes van Bertolucci's The Little Buddha de deelnemers ervan overtuigde dat dit niet het juiste moment was om deze film uit te brengen. Feit is echter dat toen Mira Nair het hoofdkwartier van de Maha Bodhi Society in Bodh Gaya bezocht om dit project te bespreken zij werd geconfronteerd met zulke heftige protesten van boeddhisten die tegen waren dat zij van het project afzag. Het is bovendien bekend dat boeddhisten in Sri Lanka en Birma er faliekant op tegen zijn dat iemand in een film de rol van Boeddha op zich neemt. Na zijn première in 1925 werd het verboden The Light of Asia te vertonen in Sri Lanka en de Britse koloniën aan Straat Malakka (tegenwoordig West-Maleisië).
Er is dus binnen het boeddhisme ook veel tegenstand tegen een Boeddhafilm en dat is mogelijk de reden dat het project dat in 2004 werd aangekondigd telkens twee jaar wordt uitgesteld. En wie kijkt naar de reeks Boeddhafilms die er in de loop der tijden gemaakt zijn, zal zien dat vrijwel alle films geproduceerd zijn door hindoes of westerlingen. Twee films komen uit landen met een groot aantal boeddhisten, Japan en Zuid-Korea, maar daarvan is het onduidelijk of de filmregisseurs boeddhisten waren.

## Voetnoten
1. ↑  (en)   Prem Sanyas in de Internet Movie Database
2. ↑  (en)   Shaka in de Internet Movie Database
3. ↑  (en)   Seokgamoni in de Internet Movie Database
4. ↑  (en)  Zie website The Buddhist Channel.
5. ↑  Aloysius Pieris, Love Meets Wisdom: A Christian Experience of Buddhism, Maryknoll NY: Orbis Books 1990, p. 54, 125.
6. ↑  Rachel Dwyer, Filming the Gods: Religion and Indian Cinema, Londen e.a.: Routledge 2006, p. 28